# Workers’ Theatre Movement (Vereinigtes Königreich)
Die Workers’ Theatre Movement (WTM, Arbeiter-Theater-Bewegung) war eine britische Theaterorganisation, die mit revolutionärer Zielsetzung von 1926 bis 1935 für die Aufführung hauptsächlich Arbeiter-verfasster Stücke sorgte und der Communist Party of Great Britain (CPGB) nahestand.
War in Großbritannien die Organisation der Arbeiterbewegung gegenüber dem europäischen Kontinent zeitlich in Verzug, galt dies umso mehr für den Entwicklungsstand eines sozialistischen Theaters. Erst 1917 gab es einen Versuch mit der „ILP Dramatic Society“, 1922 dann zusammen mit der Labour Party erneuert in Form der „Art Guild“, doch lief das Projekt letztlich auf ein Kopieren bürgerlicher Vorbilder hinaus. Dem Mangel wurde 1926 mit der Gründung der WTM abgeholfen, die ihre Wurzeln im „Council of Proletarian Art“ aus dem Jahr 1924 hatte. Die „People’s Players“ traten bei, unter ihnen Tom Thomas, der zur leitenden Person („national secretary“) der WTM wurde.
In Ermangelung eines eigenen Theaters dienten „town halls“ und „Labour Clubs“ als Veranstaltungsorte für die 12 Gruppen in London und die 50 im Lande. Stücke von Tom Thomas wurden gespielt, wie das sich mit den Folgen des Generalstreiks von 1926 befassende The Fight Goes On oder seine Theater-Fassung von Robert Tressells Roman The Ragged Trousered Philanthropists. Infolge ihrer Angliederung an den „Internationalen Arbeiter-Theater-Bund“ (später „Internationaler Revolutionärer Theater-Bund“) verzichtete die WTM nach 1930 vermehrt auf Bühnenstücke zugunsten von Agitprop. Selbstkritisch wurde in den Gruppen 1933 jedoch festgestellt, dass das Spiel oft zu sehr auf das Erzeugen von Gelächter abzielte und zu wenig auf das Vermitteln einer politischen Botschaft, dass es zu wenig war, sich mit einem Megaphon auf die Bühne zu stellen und zu rufen: „Nieder mit dem Kapitalismus! Hoch der Sozialismus!“ Die Ablehnung der bürgerlichen Kultur hatte teilweise Proletkult-artige Züge angenommen.
Die Anlehnung an die CP brachte es mit sich, die Winkelzüge der Komintern mitmachen zu müssen, zuerst den der Sozialfaschismusthese geschuldeten Kampf „Klasse gegen Klasse“. Fand zwischen den einzelnen Gruppen schon vorher kaum ein Austausch statt, gerieten sie nun obendrein in die Rolle von Sektierern. Als 1933 eine neue politische Linie die Einheitsfront zum Ziel der CP machte, zog die WTM mit, West Ham bekam 1934 die erste „United Front Troupe“ zu sehen. „Curtain plays“ waren jetzt angesagt, allerdings agierten andere auf dem neuen Terrain wesentlich beweglicher, so z. B. die „Rebel Players“, Keimzelle für das Unity Theatre, das es letztlich auch zur eigenen Bühne brachte. Die WTM erwies sich schließlich als nicht brauchbar für eine Bündelung linker Theateraktivitäten und wurde 1935 mit der Schaffung der „New Theatre League“ aufgelöst, die wie der „Internationale Revolutionäre Theater-Bund“ 1936 ihr Ende fand. Erst die Gründung der „Left Book Club Theatre Guild“ führte 1937 zur Einrichtung eines landesweiten sozialistischen Theaters.